# Union athlétique Massilia
Ne doit pas être confondu avec Union athlétique de Marseille.
L'Union athlétique Massilia est un club français de basket-ball disparu basé à Marseille. 

## Histoire
L'Union athlétique Massilia est issu de la fusion entre l'Union athlétique de Marseille et le Massilia Club en juillet 1951. Le Massilia Club a notamment joué les demi-finales du Championnat de France Excellence 1948-1949, évolué dans la poule D du Championnat de France féminin Excellence 1949-1950, perdant ensuite en quarts de finale contre le Grenoble olympique universitaire, et joué dans la poule C du Championnat de France féminin en Nationale 1950-1951. L'UA Marseille s'est distingué chez les hommes avec un titre de champion de France en 1948.
L'équipe féminine de l'UA Massilia est vice-championne de France lors de la saison 1951-1952. Les Marseillaises sont défaites par le CS Château-Thierry sur le score de 48 à 18.
En juillet 1954, le club fusionne avec le CS Renaissance Sainte-Marguerite pour former l'UA Massilia-Renaissance Sainte-Marguerite.

## Palmarès
- Championnat de France féminin
  - Vice-champion : 1952

## Bilan saison par saison
- 1951-1952 : Division nationale (D1) - Finaliste[6]
- 1955-1956 : Division nationale (D1) - 4e Poule A[8]

## Anciennes joueuses
- Jacqueline Biny